# Railway Mania

Viaggio inaugurale della Liverpool and Manchester Railway, nel 1830. Ritratto di A. B. Clayton.

La Railway Mania (in italiano "mania delle ferrovie" o "bolla delle ferrovie") indica un periodo della prima rivoluzione industriale, principalmente corrispondente agli anni '40 dell'Ottocento, in cui esplosero gli investimenti, la costruzione e l'utilizzo delle ferrovie nel Regno Unito, estendendosi poi anche ad alcune altre parti d'Europa.
Si generò una vera e propria bolla speculativa legata all'investimento nelle compagnie che realizzavano e gestivano le reti ferroviarie, che portò diverse compagnie a fallire senza che le ferrovie progettate venissero effettivamente realizzate.

## Antefatti

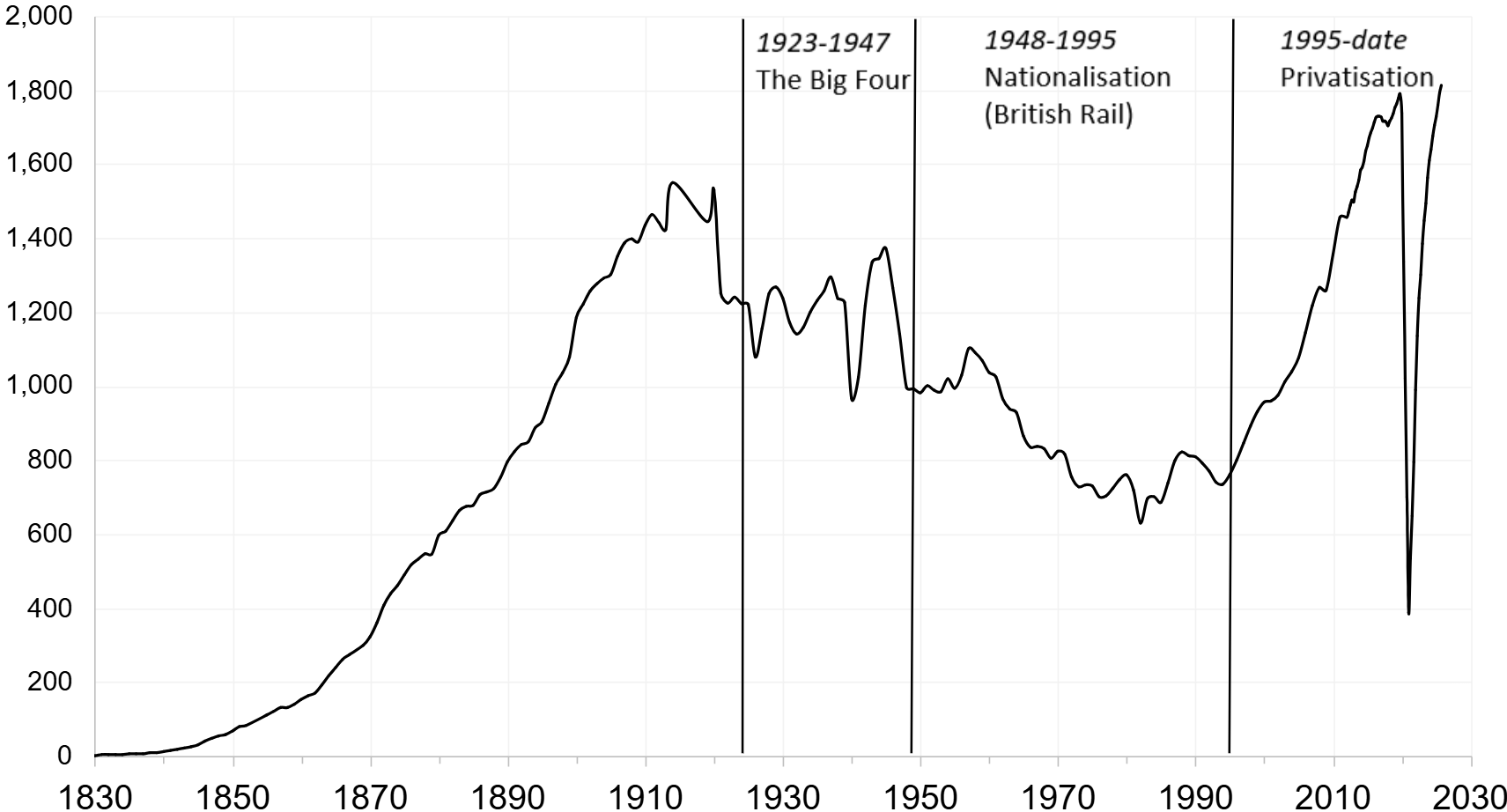
Numero di passeggeri annuali sulle reti ferroviarie inglesi (1830 - 2023). Fu a partire dagli anni '40 dell'Ottocento che l'utilizzo delle ferrovie cominciò a decollare.

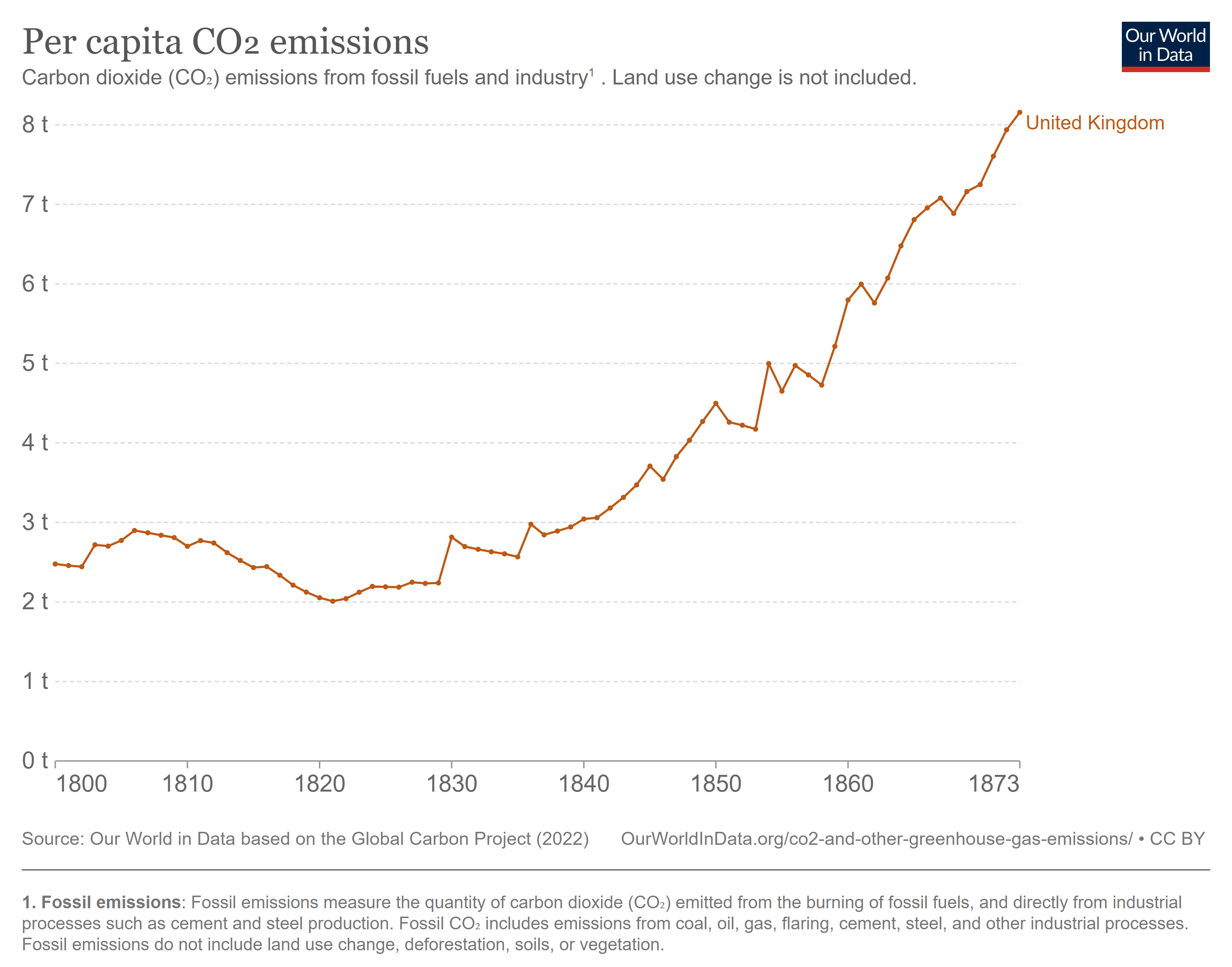
Emissioni CO2 pro-capite nel Regno Unito (1800-1873). L'intensa e repentina industrializzazione della Gran Bretagna dagli anni '40 dell'Ottocento fu portata avanti anche dal rapido decollo delle reti ferroviarie.

A partire dall'inizio della prima rivoluzione industriale, grazie a delle scoperte e delle invenzioni fondamentali (dalla mongolfiera del 1783 al primo prototipo di locomotiva a vapore di William Murdoch dell'anno dopo, dalla mania dei canali inglese degli anni '90 del Settecento fino al primo vaccino contro il vaiolo del 1798) in Inghilterra stavano avvenendo varie trasformazioni sociali ed economiche molto profonde.
Già nei primi anni dell'Ottocento si erano visti i primi sviluppi di reti ferroviarie, approvati dal parlamento inglese, come la Swansea and Mumbles Railway (il primo servizio di tranvia al mondo, aperto nel 1804).
A distinguersi in particolare fu l'ingegnere Richard Trevithick e le dimostrazioni delle sue prime locomotive (tra cui la Catch Me Who Can del 1808), seguito poi da quelle di George Stephenson (tra cui la locomotiva "Blutcher" del 1814, la Locomotion del 1822 e la Stockton & Darlington Railway del 1825).

## Storia
Sulla scia di un interesse via via sempre maggiore per questo nuovo mezzo di trasporto, anche per via della politica di "laissez-faire" adottata dal governo e dal parlamento inglesi (per mezzo di finanzieri e poi politici influenti come George Hudson) e dall'abrogazione del Bubble Act del 1825 (legge del 1720 che impediva, tra le altre cose, la formazione di società per azioni con più di 5 azionisti, una delle quali era stata la causa nel 1720 stesso di una bolla speculativa disastrosa), lo sviluppo delle ferrovie procedette sempre più rapidamente e intensamente: nel settembre 1830 aprì i battenti la prima ferrovia tra due diverse città, la ferrovia Liverpool-Manchester sulle cui rotaie scorse la locomotiva Rocket dello stesso Stephenson.
A fine anni '30 l'economia inglese rallentò per qualche anno, i tassi di interesse cominciarono ad aumentare e si iniziò a investire in titoli di Stato. Sul finire della prima metà degli anni '40 l'economia riprese a crescere, così come le industrie. La Banca d'Inghilterra promulgò il Bank Charter Act nel 1844, che introdusse anche l'obbligo di garantire la valuta circolante con adeguate riserve auree (in pratica introducendo un primo Gold standard) e impose un taglio dei tassi di interesse.

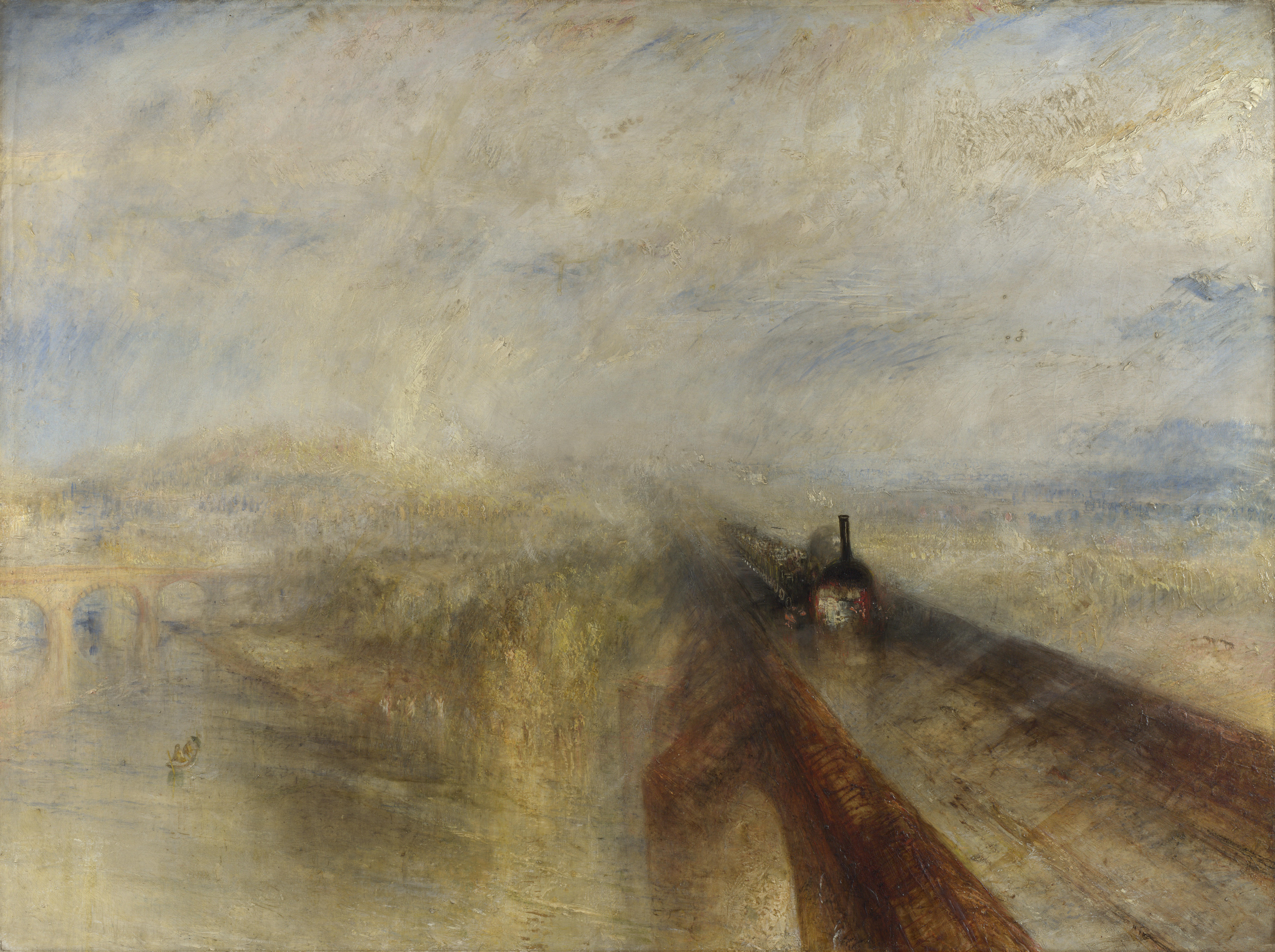
Pioggia, vapore e velocità, il dipinto di William Turner realizzato nel 1844 proprio durante la railway mania.

La bolla delle ferrovie raggiunse il suo apice nel 1846, quando ben 263 autorizzazioni per la creazione di altrettante compagnie ferroviarie furono promulgati dal parlamento inglese, per un totale di 15 000 km di nuove ferrovie che si sarebbero dovuti costruire, spesso con progetti fantasiosi basati su tratte ferroviarie talvolta impossibili da gestire per le prototipali locomotive dell'epoca.
Il 13 giugno 1842 anche la regina Vittoria fece il suo primo viaggio in treno insieme al principe Alberto e all'ingegnere Isambard Kingdom Brunel, partendo da Slough (vicino al Castello di Windsor) arrivò a Paddington (nel centro di Londra), utilizzando la Great Western Railway.

### Il panico del 1847 e la fine dellamania
A partire da metà anni '40 si sviluppò un circolo vizioso per cui i sempre maggiori investimenti nelle compagnie ferroviarie ne promuovevano altri ancora, il tutto diventò un sistema che si autopromuoveva sulla base di irrealistiche previsioni di crescita. Poco a poco gli investitori cominciarono a pensare che gli investimenti in tale settore fossero eccessivi, per via dei progetti sempre più fantasiosi presentati nel 1845 e soprattutto nel picco del 1846.
Si giunse così al panico del 1847, una crisi soprattutto di quel settore che fece terminare l'intenso investimento nelle compagnie ferroviarie, provocata dagli effetti della sospensione temporanea del Bank Charter Act del 1844 in quell'anno, con effetti psicologici immediati sugli investitori già sospettosi della possibile presenza di una bolla speculativa. Anche le famiglie della middle class, che avevano fatto ingenti investimenti sulla base dell'apparente solidità di tutte le compagnie ferroviarie e dell'euforia per tale nuovo settore in rapida espansione, persero molti dei propri risparmi con il repentino collasso degli investimenti.
Le compagnie più grandi e solide, come la Great Western Railway nata nel 1833 e la Midland Railway del 1844, cominciarono a comprare quelle più piccole e fallite, ma comunque gestrici di tratte ferroviarie strategiche, per espandere la loro rete.
Il settore ferroviario, così come l'economia in generale, avrebbe ripreso a crescere negli anni '50 e '60 dell'Ottocento, sebbene con investimenti fatti in maniera più oculata e sotto stretta vigilanza del governo inglese e senza la concessione di 'carta bianca' come avvenuto negli anni '40.

## Risultati e conseguenze
A differenza di altre bolle speculative della storia, la Railway mania produsse degli effetti positivi concreti: furono costruiti all'incirca 10 000 km di ferrovie con i soli progetti autorizzati durante il boom del 1844-1846. Molte tratte di compagnie fallite furono rese comunque operative, una volta acquisite da società più grandi e solide.
L'impulso allo sviluppo di reti ferroviarie arriverà contemporaneamente in tutta Europa: nell'ottobre 1839 aprirà in Italia la prima ferrovia, sulla tratta Napoli-Portici.